# 孙叔敖
孙叔敖（约前630年—约前593年），又称蒍敖、蒍艾猎或蒍饶，芈姓，蒍氏，名敖，字孙叔，春秋时期楚国名相，於水利兵法均有极大贡献。
孙叔敖因为其子孙安封于「孙丘」（即「寢丘」），故稱“孫叔”，先秦人习惯将字放在名之前，故楚国人通称“孙叔敖”。

## 簡介
祖父蒍呂臣，父親蒍賈。《孟子·告子下》有「孫叔敖舉於海」之說。傳說其父蒍賈與讎家子越結怨，為之所殺，因此孫叔敖一家匿藏於淮海之濱的「期思」（今河南淮滨期思镇），故說莊王舉孫叔敖於海濱，拜為宰相（令尹）。
据西汉刘向《新序·杂事一》记述，孙叔敖年轻时曾在野外看见两头蛇就杀了蛇并把蛇埋了。回家后，因忧伤而不吃饭，母亲问他原因，他说：“我听说见了两头蛇的人一定会死，现在我见到了，害怕我抛下母亲先死了。”母亲说：“蛇现在在哪里?”回答说：“我害怕后来的人又见到这条蛇，已经把它杀了并埋了起来。”母亲说：“不要忧虑，我听说有阴德的人，一定会得善报。你一定会在楚国兴旺发达。”
公元前601年，孫叔敖出任楚國令尹，在任期間主持修建芍陂（今安豐塘），加強農業生產。因此西汉司马迁《史记》中赞其为循吏之首。還幫助楚國在邲之戰中勝利。
孙叔敖一生廉洁，去世时竟无棺木入殓。孙叔敖有子孙安，但他自知孙安只是碌碌庸才，临终嘱咐孙安不要求官，只要索取孙丘（即「寢丘」，今日河南固始縣）为封地就可以了。孙安遵从了父亲的遗训，拒绝了楚庄王的封官请求，只要寝丘作为封地。寝丘偏远瘠薄，无人相争，孙叔敖的子孙就世代守在該地，繁衍生息。

## 延伸阅读
[在维基数据编辑]
 《史記/卷119》，出自司馬遷《史記》